# University of Hartford
De University of Hartford, (ook UHA en UHart genoemd) is een Amerikaanse particuliere universiteit in Hartford (Connecticut). De hogeschool werd opgericht in 1877 en heeft tegenwoordig (stand 2017) 6.912 ingeschreven studenten.

## Sport
De sportteams van de UHA zijn de Hawks. De hogeschool is lid van de America East Conference.

## Persoonlijkheden

### Professoren
- Jackie McLean – jazzmuzikant
- Ralph Nader – politiek actieve consumentenbeschermingsadvocaat
- Sandy Skoglund – fotografe en installatieartieste
- Humphrey Tonkin – professor voor Engelse literatuur, voormalig president van de UHA

### Studenten
- Leo Brouwer – Cubaans componist en klassiek gitarist
- Dionne Warwick – zangeres
- Jonathan Winell – operazanger
- Raffaella Petrini - non en hoge ambtenaar in Vaticaanstad